# جانی کارسون
جانی کارسون (انگلیسی: Johnny Carson؛ زاده ۲۳ اکتبر ۱۹۲۵ – درگذشته ۲۳ ژانویهٔ ۲۰۰۵) مجری تلویزیون، طنزپرداز، نویسنده، تهیه‌کننده، بازیگر و موزیسین اهل ایالات متحده آمریکا بود. تأثیرگذارترین فعالیت او کار به عنوان مجری «The Tonight Show Starring Johnny Carson» به مدت ۳۰ سال (۱۹۶۲–۱۹۹۲) بود که باعث تغییر سبک در برنامه‌های آخر شب (Late Night Show) ایالات متحده شد. او ۶ جایزه امی، جایزهٔ گاورنر و پی بادی را برای فعالیتش دریافت کرد. او در سال ۱۹۸۷ عضو تالار افتخارات تلویزیون در آمریکا شد.
او پس از اعلام بازنشستگی در سال ۱۹۹۲ میلادی جای خود را در The Tonight Show به جی لنو (Jay Leno) داد.
از جمله کسانی که در سبک اجرا از جانی کارسون الهام گرفتند می‌توان به دیوید لترمن (David Letterman) مجری طولانی مدت برنامهٔ «Late Show with David Letterman» نام برد.